# Vandelainville
 Vandelainville  là một xã thuộc tỉnh Meurthe-et-Moselle trong vùng Grand Est đông bắc nước Pháp. Xã này nằm ở khu vực có độ cao trung bình 195 mét trên mực nước biển.
Thị trấn nằm ở tả ngạn sông Rupt de Mad, sông tạo thành phần lớn ranh giới phía nam thị trấn.